# وين سابليتون
وين سابليتون (بالإنجليزية: Wayne Sappleton)‏ مواليد 17 نوفمبر 1960 في كينغستون، هو لاعب كرة سلة جامايكي معتزل. بدأ مسيرته الاحترافية في سنة 1982. تم اختياره من قبل فريق غولدن ستايت ووريورز خلال الدرافت. حمل الرقم 44. يبلغ طوله 6 قدم 9 بوصة (2.1 م). اعتزل اللعب في 1993. لعب مع بروكلين نتس ونادي ليريا لكرة السلة.

## روابط خارجية
- وين سابليتون على موقع إن بي أي (الإنجليزية)
- وين سابليتون على موقع سبورتس رفرنس (الإنجليزية)
- وين سابليتون على موقع الدوري الإسباني لكرة السلة (الإسبانية)
- وين سابليتون على موقع كلية كرة السلة في سبورتس رفرنس.كوم (الإنجليزية)
- وين سابليتون على موقع ريلجم (الإنجليزية)
- وين سابليتون على موقع بروبوليرز (الإنجليزية)
- وين سابليتون على موقع سبورتس رفرنس (الإنجليزية)